# 아즈마촌 (지바현)
아즈마촌(東村)은 지바현 이스미군에 일찍이 존재했던 촌이다.

## 지리
- 현재의 이스미시 중부에 해당한다.
- 마을 지역은 산이 많은 지형이 많다.
- 마을 내에는 이스미강 지류인 오치아이강이 흐른다.

## 역사
- 1889년 4월 1일 - 정촌제 시행에 수반해 이스미군 아즈마촌이 성립하였다.
- 1955년 3월 31일 - (구) 오하라정, 도카이촌, 나미하나촌, 후세촌의 일부와 합병해 오하라정이 성립하여, 동일 아즈마촌은 폐지되었다.

## 촌장
- 다카나시 쇼스케(1904년 5월 - 1908년 5월)

## 인구
| 1891년 | 4,449 |
| 1909년 | 4,856 |
| 1918년 | 4,764 |
| 1920년 | 4,467 |
| 1924년 | 5,085 |
| 1935년 | 4,337 |
| 1955년 | 5,224 |

## 교통

### 철도
- 국철 (→ JR동일본)
  - 이스미선

## 참고문헌
- 大原町史編さん委員会編『大原町史 通史編』、大原町、1993年
- 角川日本地名大辞典編纂委員会『가도카와 일본 지명 대사전 12 千葉県』、가도카와 쇼텐、1984年 ISBN 4040011201
- 多田屋書店編纂部、『房総町村と人物』、1918年
- 夷隅郡教育會『千葉縣隅郡誌』、1924年